# Papagájcsőrűcinege-félék
A papagájcsőrűcinege-félék (Paradoxornithidae) a madarak osztályának verébalakúak (Passeriformes) rendjébe tartozó család.
Az ide tartozott nemeket és fajokát átsorolták az óvilági poszátafélék (Sylviidae) családjába.

## Rendszerezés
A családba az alábbi 2 nem tartozott.
- Conostoma – 1 faj
- Paradoxornis – 20 faj

## Lásd még
- Cinegefajok listája (betűrendes lista és fotógaléria)